# Магад, Сэмюэл
Сэмюэл Магад (англ. Samuel Magad; род. 1932) — американский скрипач.
Окончил школу музыки Университета Де Поля (1955) под руководством Павла Стасевича, который, по его словам, «открыл ему глаза на музыку»). Под началом Стасевича же начал играть в университетском оркестре. В 1955—1958 гг. находился на армейской службе и играл в армейском ансамбле в Вашингтоне. В 1958—2007 гг. скрипач Чикагского симфонического оркестра, с 1972 г. концертмейстер. Критика отмечала скрипичные соло Магада в записях симфонической поэмы Рихарда Штрауса «Так говорил Заратустра» (1975, дирижёр Георг Шолти) и «Шехерезады» Николая Римского-Корсакова (1993, дирижёр Даниэль Баренбойм). Преподавал в Северо-западном университете, в 1970-е годы возглавлял небольшой оркестр в одном из пригородов Чикаго.